# Норвезька музика
Норве́зька му́зика — національна музична культура Норвегії. Попри невелику кількість населення (близько 5 мільйонів жилелів) в Норвегії, її музична сцена не менш повна і складна, ніж в більшості європейських країн. Перші згадки про музику з'являються ще у вікінгських та середньовічних сагах. У зв'язку з індустріалізацією та урбанізацією у 19 столітті, норвезька класична музика почала стрімко розвиватися, породивши такого видатного композитора, як Едвард Гріг.
Окрему роль в музичній культурі Норвегії грає саамська музика, музика народу саамів.

## Історія
З християнством до Норвегії прийшла церковна музика. Початково латинська, вона поступово змінінювалася під впливом народної музики.

## Сучасність
Починаючи з другої половини 20 століття музична сцена Норвегії поповнилася танцювальною музикою. Вона не залишається осторонь світової музичної культури.

### Популярна музика
Норвезькій музичній сцені відомі практично всі напрямки популярної музики.

### Євробачення
Норвегія 56 разів брала участь у конкурсі, починаючи з 1960 року.